# Tsubasa Sano
Tsubasa Sano (佐野 翼 Sano Tsubasa?), född 18 oktober 1994 i Shizuoka prefektur, är en japansk fotbollsspelare.
Sano började sin karriär 2017 i Albirex Niigata Singapore. 2018 flyttade han till Roasso Kumamoto.